# J. Kristopher

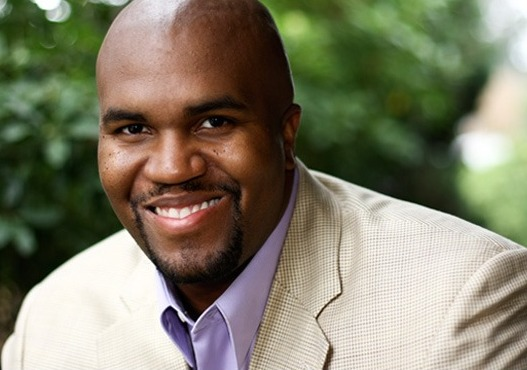
J. Kristopher (2012)

J. Kristopher Le-Roy (* 23. November 1976 in Houston, Texas) ist ein US-amerikanischer Schauspieler.

## Leben
Kristopher wurde am 23. November 1976 in Houston geboren. Nach seinem Abschluss an der Southern Methodist University begann er im Raum Dallas mit seiner Schauspiellaufbahn. Er spielte in Theaterproduktionen mit und war auch in verschiedenen Werbespots zu sehen. 2006 zog er nach Los Angeles, um sich seiner Filmschauspiellaufbahn zu widmen. Von 2009 bis einschließlich 2021 trat er in verschiedenen Formaten von Conan O’Brien, unter anderen in The Tonight Show with Conan O'Brien und Conan, als Comedy-Schauspieler in unterschiedlichen Rollen auf.
2013 spielte er in der The-Asylum-Filmproduktion Attila – Master of an Empire in der Rolle des Mason mit. Im Folgejahr war er im Film Asian School Girls – Rache war nie süßer! desselben Filmstudios zu sehen. Als Episodendarsteller war er unter anderen in den Fernsehserien 90210, Zeit der Sehnsucht, NTSF:SD:SUV:: oder Parenthood. 2015 spielte er in kleineren Rollen in den Filmproduktionen San Andreas Quake – Los Angeles am Abgrund und Straight Outta Compton mit. Von 2016 bis 2017 spielte er in der Fernsehserie The Number: The Reboot in der Rolle des Omar mit. 2019 stellte er in fünf Episoden der Miniserie Dadly die Rolle des Clarence Bishop dar.

## Filmografie (Auswahl)
- 2004: Repentance: Thugz II
- 2007: Pastor Jones: Sisters in Spirit
- 2007: LA Forensics (Fernsehserie, Episode 2x12)
- 2007: It’s Christmas?
- 2008: Ocean’s 7-11
- 2008: Numbers – Die Logik des Verbrechens (NUMB3RS, Fernsehserie, Episode 4x17)
- 2008: L.A. Hit
- 2008: Sieben Leben (Seven Pounds)
- 2009: The Tonight Show with Conan O'Brien (Fernsehsendung, 2 Episoden)
- 2009: Janky Promoters
- 2009: Boxing Will (Kurzfilm)
- 2009: Always with You (Kurzfilm)
- 2010: Anger Has a Secret
- 2010: 5150 (Kurzfilm)
- 2010: The Adventures of Noah Sife Movie
- 2010: Ijé: The Journey
- 2010: The Parking Lot Massacre (Kurzfilm)
- 2010: I Didn't Know I Was Pregnant (Fernsehserie, Episode 3x04)
- 2010: No Leaf Clover
- 2010: Outlaw (Fernsehserie, Episode 1x04)
- 2010: The Spiritual Divide (Kurzfilm)
- 2010: The Rally
- 2010: Blind Date (Fernsehserie, Episode 1x03)
- 2010–2012: 8.13 (Fernsehserie, 2 Episoden)
- 2011: L.A. Paranormal
- 2011: Moby’s Coffee Shop (Fernsehserie)
- 2011: Soap on a Rope
- 2011: BlackBoxTV (Fernsehserie, Episode 2x08)
- 2011: When Noah Calls
- 2011: Make Love Not War (Fernsehserie)
- 2011: Hollywood Chronicles (Fernsehserie)
- 2011: Turtle Town (Kurzfilm)
- 2011: Sending Out the Clowns (Fernsehserie, 2 Episoden)
- 2011: Edgewood Drive (Kurzfilm)
- 2011: 90210 (Fernsehserie, Episode 4x08)
- 2011: America’s Most Wanted (Fernsehshow, 2 Episoden)
- 2011: Cornered
- 2011: Tomorrow’s End
- 2011–2021: Conan (Fernsehshow, 29 Episoden, verschiedene Rollen)
- 2012: The ABC’s of IT (Fernsehserie, Episode 1x01)
- 2012: Lucky Days (Fernsehserie, 2 Episoden)
- 2012: The Shop (Fernsehserie, 2 Episoden)
- 2012: My Car Did (Kurzfilm)
- 2012: Tragedy of a Mother and Son
- 2012: Finding My Obama (Fernsehserie)
- 2012: Against the Grain
- 2012: Book of 1000 Deaths
- 2012: Call to Action (Kurzfilm)
- 2012: The Grunts
- 2012: Sleep Debt
- 2012: Kay (Kurzfilm)
- 2013: Have I Got a Deal for You (Fernsehserie, Episode 1x01)
- 2013: Zeit der Sehnsucht (Days of Our Lives, Fernsehserie, Episode 1x12018)
- 2013: Solstice (Kurzfilm)
- 2013: Ctadc (Kurzfilm)
- 2013: 5th Street
- 2013: The Therapist (Fernsehserie, 2 Episoden)
- 2013: NTSF:SD:SUV:: (Fernsehserie, Episode 2x15)
- 2013: The Checkered Cow Burgers (Fernsehserie, Episode 1x05)
- 2013: Moms (Fernsehserie, Episode 1x02)
- 2013: Insomniac Theatre (Kurzfilm)
- 2013: Hood Bruthas (Kurzfilm)
- 2013: The Boogeyman (Kurzfilm)
- 2013: The Crazy Ones (Fernsehserie, Episode 1x04)
- 2013: Champion of Glory
- 2013: Attila – Master of an Empire (Attila)
- 2013–2014: Top Flight Security (Fernsehserie, 2 Episoden)
- 2014: Unnecessary Force (Fernsehserie, Episode 1x08)
- 2014: His & Hers (Fernsehserie, Episode 1x07)
- 2014: Asian School Girls – Rache war nie süßer! (Asian School Girls)
- 2014: Wheels
- 2014: Parenthood (Fernsehserie, Episode 6x02)
- 2014: Fason Nou
- 2014: Exit 13
- 2014: Hard Drive
- 2015: The Other Brother (Kurzfilm)
- 2015: Ya Never Know Show (Fernsehserie, Episode 1x03)
- 2015: San Andreas Quake – Los Angeles am Abgrund (San Andreas Quake)
- 2015: The Flag (Kurzfilm)
- 2015: Straight Outta Compton
- 2015: Dead Cruelty
- 2015: Radio America
- 2016: Serial Dater
- 2016: Maya (Kurzfilm)
- 2016: The Hidden Toll (Kurzfilm)
- 2016: Peter the Gullible (Kurzfilm)
- 2016: Burner Room (Kurzfilm)
- 2016–2017: The Number: The Reboot (Fernsehserie, 10 Episoden)
- 2017: Internet Comment Theater (Fernsehserie, 2 Episoden, verschiedene Rollen)
- 2017: Baker’s Man
- 2017: The Last Day (Kurzfilm)
- 2019: Dadly (Miniserie, 5 Episoden)
- 2019: The Madness Within
- 2022: The Clown Statue (Kurzfilm)
- 2022: 11th Hour Cleaning
- 2023: In Through the Out Door (Fernsehserie)
- 2024: Breaking Tradition